# Matthew Tegenkamp

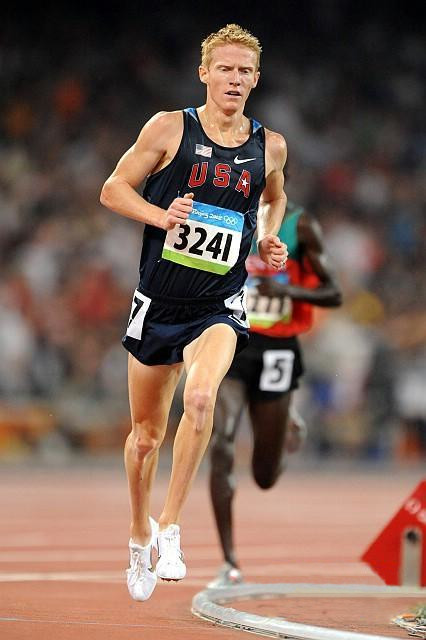
Matthew Tegenkamp

Matthew Tegenkamp, född 19 januari 1982 i Lee's Summit i Missouri, är en amerikansk friidrottare som tävlar i medeldistanslöpning.
Tegenkamp stora genombrott kom när han deltog vid VM i Osaka 2007 och blev fyra på 5 000 meter på tiden 13.46,78. Han deltog även vid Olympiska sommarspelen 2008 där han tog sig vidare till finalen och slutade på en trettonde plats på tiden 13.33,13.
Han deltog vid IAAF World Athletics Final 2008 i Stuttgart där han slutade trea på 3 000 meter på tiden 8.03,56.

## Personliga rekord
- 1 500 meter - 3.34,25
- 1 mile - 3.56,38
- 3 000 meter - 7.34,98
- 5 000 meter - 13.04,90